# Lisa Nolte
Lisa Nolte est une joueuse de hockey sur gazon allemande. Elle évolue au poste de milieu de terrain au Düsseldorfer HC et avec l'équipe nationale allemande,.

## Biographie
Lisa est née le 5 février 2001 en Allemagne.

## Carrière
Elle a débuté en équipe nationale première en décembre 2019 à Mar del Plata lors d'un match amical face à l'Argentine.

## Palmarès
- : 3e à l'Euro U21 2019.
- : 2e à la Coupe du monde U21 2022.